# George H. Pendleton
Pour les articles homonymes, voir Pendleton.
George Hunt Pendleton, né le 19 juillet 1825 à Cincinnati (Ohio) et mort le 24 novembre 1889 à Bruxelles (Belgique), est un homme politique américain, notamment sénateur de l'Ohio au Congrès des États-Unis de 1879 à 1885.
Ayant commencé sa carrière politique au Sénat de l'Ohio (1854-1856), il est élu pour le 1er district de l'État à la Chambre des représentants des États-Unis de 1857 à 1865. Candidat du Parti démocrate à la vice-présidence des États-Unis en 1864, au côté du général George B. McClellan, candidat à la présidence, il est favorable à l'arrêt des hostilités avec la Confédération alors que la guerre de Sécession est en cours, contrairement à McClellan et au président sortant Abraham Lincoln, qui sera réélu.